# Ubuntu GNOME
(Slogan ufficiale della distribuzione)
Ubuntu GNOME (precedentemente nota come Ubuntu GNOME Remix) è stata una distribuzione derivata da Ubuntu e utilizzante GNOME come ambiente desktop al posto di Unity. A partire dalla versione 13.04 si tratta di una variante ufficiale.
Questo sistema operativo impiega i medesimi sistemi di gestione dei pacchetti che utilizza Ubuntu, come APT e dpkg. Vengono fornite immagini d'installazione per i386 e AMD64 (rispettivamente architetture a 32 e 64 bit). Ubuntu GNOME supporta gli standard delle schede madri EFI (per quanto concerne l'architettura IA-64 del processore) e BIOS; il sistema sottostante, Ubuntu, ha infatti aggiunto il supporto all'avvio protetto UEFI a partire dalla versione 12.10.
Sono supportati i seguenti File System: btrfs, ext3, ext4, JFS, ReiserFS e XFS.
Il progetto ha avuto inizio come remix non ufficiale perché alcuni utenti preferivano il desktop GNOME 3 rispetto a Unity. Ubuntu GNOME 12.10 Quantal Quetzal è stata la prima versione stabile ed è stata pubblicata il 18 ottobre 2012.

## Interruzione del supporto
Il 5 aprile 2017, Canonical dichiarò l'abbandono di Unity in favore di GNOME, che sarebbe tornato ad essere l'ambiente desktop predefinito di Ubuntu. Il passaggio era previsto per l'anno successivo, con Ubuntu 18.04 LTS.
Le due distribuzioni sarebbero state unificate, ed il team di sviluppo di Ubuntu GNOME si sarebbe unito a quello della distribuzione principale.
Il passaggio di Ubuntu da Unity a Gnome, e di conseguenza la cessazione dello sviluppo di una distribuzione derivata ufficiale dedicata all'ambiente GNOME sono poi avvenuti in anticipo, con la versione 17.10.
Agli utenti della versione 16.04 LTS di Ubuntu GNOME verrà proposto il passaggio ad Ubuntu 18.04 LTS quando l'aggiornamento a quest'ultima versione sarà disponibile.

## Cronologia delle distribuzioni
| Versione attuale | Versione non più supportata | Versione tuttora supportata |

| Versione  | Nome in codice   | Data di pubblicazione | Supportato fino al | Kernel | Versione Gnome | Osservazioni |
| --------- | ---------------- | --------------------- | ------------------ | ------ | -------------- | --- |
| 12.10     | Quantal Quetzal  | 2012-10-18            | aprile 2014        | 3.5.0  | 3.4            | - Prima pubblicazione |
| 13.04     | Raring Ringtail  | 2013-04-26            | dicembre 2013      | 3.8.0  | 3.6            | - Firefox ha sostituito GNOME Web (Epiphany) come browser Web predefinito. - Ubuntu Software Center e Update Manager hanno sostituito GNOME Software (gnome-packagekit). - LibreOffice 4.0 è stata adottata come suite per l'ufficio predefinita al posto di Abiword e Gnumeric. |
| 13.10     | Saucy Salamander | 2013-10-17            | maggio 2014        | 3.11   | 3.8            | - GNOME 3.8 |
| 14.04 LTS | Trusty Tahr      | 2014-04-17            | aprile 2017        | 3.13   | 3.10           | - pubblicata con supporto a lungo termine (LTS) per tre anni - include una sessione "GNOME Classic", disponibile in modo predefinito nel menu della sessione |
| 14.10     | Utopic Unicorn   | 2014-10-23            | luglio 2015        | 3.16   | 3.12           | - è stata inclusa la maggior parte di GNOME 3.12 - sono stati installati in modo predefinito gnome-maps e gnome-weather - è stata inclusa la sessione GNOME Classic, applicabile all'accesso dell'utente                                                                         |
| 15.04     | Vivid Vervet     | 2015-04-23            | dicembre 2015      | 3.19   | 3.14           | - GNOME 3.14 - Numix è ora installato per scelta predefinita. |
| 15.10     | Wily Werewolf    | 2015-10-22            | luglio 2016        | 4.2    | 3.16           | - GNOME 3.16 - GNOME Photos ha sostituito Shotwell come gestore predefinito delle fotografie - GNOME Music ha sostituito Rhythmbox come lettore musicale predefinito |
| 16.04 LTS | Xenial Xerus     | 2016-04-21            | aprile 2019        | 4.4    | 3.18           | - "Guida introduttiva" al primo avvio - GNOME Software sostituisce Ubuntu Software Center - Supporto all'installazione di pacchetti Snappy - Sessione Wayland disponibile (sperimentale)                                                                                         |
| 16.10     | Yakkety Yak      | 2016-10               | febbraio 2017      |        |                | |
| 17.04     | Zesty Zapus      | 2017-04               | gennaio 2018       | 4.10   | 3.24           | - Ultima versione |

## Storia
A differenza delle restanti distribuzioni derivate ufficiali, come Kubuntu, Xubuntu e Lubuntu, la comunità ha escluso la possibilità di utilizzare il termine Gubuntu per identificare la distribuzione in questione, poiché alcuni utenti potrebbero confonderla con Goobuntu, distribuzione prodotta da Google.
In occasione della pubblicazione della versione 13.10 di Ubuntu GNOME, la distribuzione ha visto crescere notevolmente la sua popolarità, fino a raggiungere il terzo posto tra le distribuzioni più scaricate.
Con la pubblicazione di Ubuntu GNOME 14.10 (Utopic Unicorn) sono state aggiunte due nuove applicazioni: GNOME Weather e GNOME Maps; la prima consente di poter ricevere informazioni meteo sulle località preferite, mentre la seconda consente di accedere a carte topografiche disponibili online. Nella versione 14.10 sono stati corretti bachi relativi al Logical Volume Manager (LVM) ed errori riscontrabili in fase d'installazione del sistema operativo, introdotti nella versione 14.04 di Ubuntu GNOME. Nella versione 14.10 è stato installato il Kernel Linux 3.16 e sono stati aggiornati i driver proprietari ed open source. Nella stessa versione è stato aggiunto il GNOME Tweak Tool, uno strumento che permette di personalizzare l'aspetto della GNOME Shell.
In Ubuntu GNOME 15.04 (Vivid Vervet) è stato incluso il kernel Linux 3.18, che include un maggiore supporto per le schede grafiche. Per quanto concerne le schede grafiche AMD, sono state apportate diverse ottimizzazioni; a partire da questa versione del kernel, l'Unified Video Decoder (UVD) include il supporto per l'accelerazione hardware delle GPU R600. Sono stati aggiornati anche i driver open source NVIDIA (Nouveau) ed è stato aggiunto il supporto audio per lo standard d'interfaccia video digitale DisplayPort. Sono stati ottimizzati altri dispositivi d'ingresso ed è stato introdotto il supporto per Razer Sabertooth. La sospensione ed il ripristino del terminale su cui è installato il sistema operativo sono stati resi più performanti, così come i File System Btrfs e F2FS, che risultano anche più stabili.

## Critica
Jim Lynch, nell'ottobre del 2013, ha scritto:
(Citazione di Jim Lynch)
Jim Lynch ha recensito nuovamente Ubuntu GNOME 14.04 LTS nell'aprile del 2014 ed ha concluso spiegando
(Citazione più recente di Jim Lynch)

## Requisiti minimi
I requisiti di sistema del sistema sono i seguenti:
- Processore a 1 GHz (per esempio Intel Celeron) o superiore.
- 1,5 GB RAM.
- 7 GB di spazio libero su disco fisso per l'installazione.
- Un CD/DVD o un dispositivo con porta USB come supporto d'installazione.
- Accesso ad Internet, per installare eventuali aggiornamenti

Se si dispone di una macchina datata, si possono considerare altre alternative come Xubuntu o Lubuntu.